# وسوولوژسک
شهر وسوولوژسک (به روسی: Всеволожск) در کشور روسیه و در اوبلاست لنینگراد واقع شده‌است.